# La Rinconada de Tajo
La Rinconada de Tajo es una EATIM española (Entidad de Ámbito Territorial Inferior al Municipio) perteneciente al municipio de La Puebla de Montalbán,en la provincia de Toledo, dentro de la comunidad autónoma de Castilla-La Mancha.

## Historia
Su creación data de la década de los años 50 del siglo XX por el INC. Es un pueblo de colonización de “tierras de regadío” al sur del Río Tajo. Su idiosincrasia y creación es similar a otros pueblos como Bernuy, Las Vegas de San Antonio y Alberche del Caudillo. Debido a su emplazamiento, y que ninguna carretera de relevancia le da acceso, su conservación original es mayor, pues apenas ha variado su aspecto desde que fue construida. Una arquitectura y urbanismo muy peculiares y característicos de aquella época.
Durante los años 60, la población llegó a casi 321 habitantes. En la actualidad, La Rinconada de Tajo cuenta con una población estable de 78 habitantes (INE 2021), en su mayoría antiguos colonos o descendencia (hijos y nietos) de ellos, aumentando considerablemente en fechas de festejos.

## Geografía
La localidad está situada en el centro de la provincia de Toledo, a 412 m s. n. m., emplazada en la vega del río del que toma nombre, entre el cauce del Tajo y la Cañada de Montalbán (cañada que enlaza con la Segoviana en el Puente de Montalbán y va hacia San Bartolomé de las Abiertas), entre la desembocadura del Río Torcón (afluente del Tajo que nace en los Montes de Toledo) y el Vado de Ronda (al Sur del Carpio, donde la Ermita de Ronda) lugares de hallazgos arqueológicos (épocas visigoda, celta, romana…). 
Situada en pleno humedal, está rodeada de pequeños bosques, sotobosques y campos de regadío con su flora y fauna característica. Forma parte de las primeras estribaciones de los Montes de Toledo por el norte. 
Tiene acceso directo, bien por carretera o bien por senderos y caminos, con los municipios de Villarejo de Montalbán al suroeste, Malpica de Tajo y El Carpio de Tajo al noroeste, San Martín de Montalbán al sur y La Puebla de Montalbán al norte.

## Monumentos y lugares de interés
- Plaza Mayor
- Iglesia
- Casa del Cura
- Casas de Los Colonos
- Cooperativa
- El Pinar
- Reloj de Sol
- Soto de Gramosilla
- Cañada de Montalbán
- Puente Ruidero